# Nomina Anatomica (edizione multilingue)
L'edizione multilingue del Nomina Anatomica (nome completo: Nomina anatomica - Anatomical nomenclature - Nomenclature anatomique - Anatomia nomenklaturo - 人体解剖学名词) è un'opera multilingue sulla nomenclatura dettagliata del corpo umano in cinque lingue: latino, cinese, francese, esperanto, inglese a cura di Li Kexi (Collegio Internazionale delle Scienze) e il dottore André Albault, oftalmologo di fama mondiale.
È basata sulla quinta edizione del Nomina Anatomica, standard internazionale per l'anatomia, che secondo la tradizione medica era solo in latino. Nomina Anatomica fu lo standard continuamente aggiornato fino al 1998 quando fu sostituita da un'altra opera in latino, Terminologia Anatomica.
Le traduzioni in inglese e cinese sono revisionate da Huang Ying (direttore del Laboratorio di anatomia della Seconda Università cinese di Medicina Militare e capo-redattore del Chinese Journal of Anatomy).

## Struttura dell'opera
La prima parte del libro (392 pagine) contiene 6248 termini in cinque lingue a partire dal latino, al quale seguono i corrispondenti in inglese, francese, esperanto, cinese. Le parole di base (che possono apparire in espressioni composte) sono numerate.
Nella seconda parte (pp. 393–698) vi è l'indice linguistico nelle 5 suddette lingue. Accanto ad ogni parola di base in una determinata lingua c'è il numero di riferimento per trovare l'espressione adatta nella prima parte del libro nelle lingue desiderate.

## Scopo dell'opera
Huang Ying presenta l'opera nella prefazione come strumento di lavoro non solo per l'anatomista e il clinico, ma anche per scienziati e traduttori.

## Pubblicazione
La prima edizione (formato 260x188mm) fu pubblicata nel 1989 dalla casa editrice cinese Ĉina Esperanto-Eldonejo, permettendo un prezzo moderato (all'epoca 29 dollari) nonostante l'eleganza del volume e la vastità dell'opera.
I due autori/traduttori erano esperantisti, da cui l'inclusione dell'esperanto tra le lingue: Li Kexi era docente di latino e esperanto, mentre il dottore André Albaulte era all'epoca presidente dell'Accademia di Esperanto.